# 圣马尔康
圣马尔康（法語：Saint-Marcan，法語發音：[sɛ̃ maʁkɑ̃]）是法国伊勒-维莱讷省的一个市镇，属于圣马洛区。

## 地理
圣马尔康（48°35'16"N, 1°38'0"W）面积7.68 平方千米，位于法国布列塔尼大區伊勒-维莱讷省，该省份为法国西北部沿海省份，位于布列塔尼半岛东部，北濒大西洋，西接阿摩尔滨海省和莫尔比昂省，南至大西洋卢瓦尔省，西南端接曼恩-卢瓦尔省，东临马耶讷省，东北与芒什省接壤。
与圣马尔康接壤的市镇（或旧市镇、城区）包括：圣布罗拉德尔、库埃农河畔罗、桑镇。

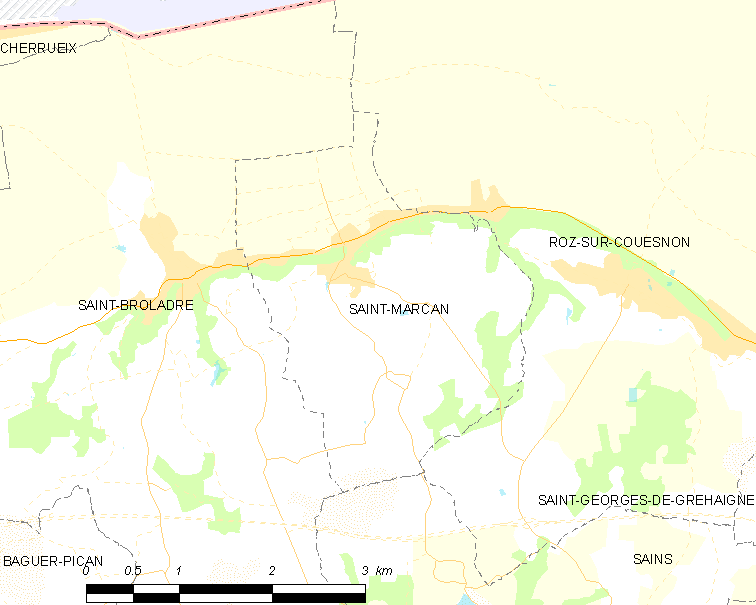
圣马尔康的OSM定位图

圣马尔康的时区为UTC+01:00、UTC+02:00（夏令时）。

## 行政
圣马尔康的邮政编码为35120，INSEE市镇编码为35291。

## 政治
圣马尔康所属的省级选区为布列塔尼地区多勒县。

## 人口

1962-2008年间圣马尔康人口变化图示

圣马尔康于2022年1月1日时的人口数量为432人。